# Carlos Lara Bejarano
Carlos Moisés Lara Bejarano (Pelileo, 19 de abril de 1923 - Portoviejo, 13 de julio de 2006) fue un radiotelegrafista y servidor público ecuatoriano.

## Biografía
Nacido en Pelileo, provincia de Tungurahua; a muy corta edad emigró a la ciudad de Ibarra, en compañía de su padre, puesto que su madre falleció cuando él tenía una muy corta edad.
En la ciudad de Ibarra aprendió sus primeras letras hasta el colegio, y a la corta edad de 17 años emigró hasta Portoviejo donde trabajó en la Dirección Regional de Telégrafos del Ecuador en Manabí; provincia donde conoció a quién sería su esposa, la señora Mercedes Murillo Loor, oriunda de Jipijapa; con quien se casaría el 6 de junio de 1942 y tendría doce hijos.
En 1958 se crea la Empresa de Radio Telégrafos y Teléfonos Ecuador, la cual fue creada por la Unión de la Dirección de Telégrafos y Radio Internacional del Ecuador; a través de un consenso hecho por el Gobierno de ese tiempo y permitiendo que empresas Ecuatorianas trabajen sin conectarse en monopolio. En estas circunstancias, en el año 1960, el presidente de aquella época Camilo Ponce Enríquez, lo designa como Director Nacional de dicha empresa, cargo que mantendría hasta 1963; cuando fue cesado por la Junta Militar.
Posterior a su labor como radiotelegrafista, su experiencia en las telecomunicaciones lo llevó a trabajar en el año 1969 en el Banco Nacional de Fomento, en el área de telecomunicaciones. También laboró en el Instituto Ecuatoriano de Seguridad Social y en la Contraloría General del Estado; donde se jubilaría en 1992.
Falleció en 2006, producto de una larga enfermedad.